# What U need?
«what U need?» es un sencillo grabado por el cantante chino Lay para su primer miniálbum debut Lose Control. Fue prelanzado el 7 de octubre de 2016 por S.M. Entertainment como regalo de cumpleaños de Lay para los fanáticos.

## Antecedentes y lanzamiento
Producido por Devine Channel y Lay, «what U need?» se describe como una canción de Pop/R&B con letras sobre ser abrumado por un ser querido.

## Vídeo musical
El vídeo musical de «what U need?» fue lanzado el 7 de octubre de 2016. Cuenta con Lay y los bailarines de respaldo bailando la coreografía de la canción.

## Actuación en vivo
Lay interpretó «what U need?» por primera vez el 9 de octubre en 2016 Asia Song Festival en Busan, Corea del Sur.

## Recepción
«what U need?» se posicionó en el primer lugar en la lista Alibaba en China durante tres semanas consecutivas. El sencillo y el vídeo musical tuvieron un buen puesto en las listas de música en China, Hong Kong, Japón, Malasia, Tailandia, Reino Unido, Turquía, Canadá y Estados Unidos.
La canción alcanzó el puesto número cuatro en China V Chart, así como en el mundo de Billboard World Songs.
La canción clasificó en el primer lugar en Alibaba Year-End Top 40 Music Chart para 2016. Se clasificó en el puesto cuarenta y cinco en Xiami Top 100 Singles más populares de 2016 en China.

## Posicionamiento en listas
| Año (2016)                         | Mejor posición |
| ---------------------------------- | -------------- |
| Sencillos chinos (Billboard)       | 4              |
| Sencillos sur coreanos (Gaon)      | —              |
| US World Digital Songs (Billboard) | 4              |

Nota
- «what U need?» se posicionó en el puesto 41 de Gaon Digital International Chart.[11]

## Ventas
| Región               | Ventas |
| -------------------- | ------ |
| Corea del Sur (Gaon) | 4242   |